# Matthew Del Negro
Matthew Del Negro (Mount Kisco (Westchester County), 2 augustus 1972) is een Amerikaans acteur.

## Biografie
Del Negro werd geboren in Mount Kisco, een plaats in Westchester County, als de jongste in een gezin van drie kinderen. Hij heeft gestudeerd aan Boston College in Boston, waar hij een actief lacrossespeler was. Hij trouwde op 7 september 2002 met Deidre Whelan. Zij hebben samen een kind.

## Filmografie

### Films
Uitgezonderd korte films.
- 2023 LaRoy, Texas - als Junior
- 2017 Limerence - als Tom
- 2017 Sleepwalker - als andere Scott
- 2017 Wind River - als Dillon
- 2015 Paradise Pictures - als Shane Aberdeen
- 2015 Hot Pursuit - als rechercheur Hauser
- 2014 Alex of Venice - als Jamie
- 2014 The Sublime and Beautiful – als Mike Embree
- 2013 Automotive - als Paul
- 2012 Saving Lincoln – als Nathaniel Rulough
- 2012 Buoy – als Danny
- 2012 Inner Auto Movie Project – als Pau;
- 2012 Blue-Eyed Butcher – als ??
- 2012 Celeste & Jesse Forever – als Nick
- 2011 A Novel Romance – als Buddy Andrews
- 2008 Bohica – als Busche
- 2008 Trailer Park of Terror – als pastoor Lewis
- 2007 Ghost Image – als Tucker
- 2007 Suspect – als Marty Fisher
- 2006 Room 314 – als Nick
- 2006 Ira & Abby – als Seth
- 2005 Why George? – als Anthony
- 2004 Tempting Adam – als Brad
- 2004 Cooking Lessons – als Forest
- 2001 Chelsea Walls – als rookie politieagent
- 2000 The Doghouse – als Mickey Summer
- 2000 The Gypsy Years – als Christian Murphy
- 1997 The North End – als Freddie Fabucci

### Televisieseries
Uitgezonderd eenmalige gastrollen.
- 2022 The Calling - als Peter Hanney - 3 afl.
- 2019 - 2022 City on a Hill - als Chris Caysen - 20 afl.
- 2019 Huge in France - als Jason Alan Ross - 8 afl.
- 2018 Goliath - als Danny Loomis - 7 afl.
- 2013 - 2017 Teen Wolf - als Rafael McCall - 19 afl.
- 2014 - 2017 Scandal - als Michael Ambruso - 16 afl.
- 2013 - 2016 Mistresses - als Jacob Polack - 16 afl.
- 2014 - 2016 NCIS: Los Angeles - als Jack Simon - 4 afl.
- 2015 Chicago Fire - als Pat Pridgen - 2 afl.
- 2011 – 2013 Rizzoli & Isles – als Giovanni Gilberti – 4 afl.
- 2012 - 2013 Chasing the Hill – als Henry Walls – 4 afl.
- 2012 Ringer – als Grady Torrance – 3 afl.
- 2009 – 2010 United States of Tara – als Nick Hurley – 9 afl.
- 2010 Parenthood – als Timm – 2 afl.
- 2009 Trauma – als Davey – 2 afl.
- 2007 CSI: Miami – als Mike Farallon – 2 afl.
- 2002 – 2007 The Sopranos – als Brian Cammarata – 9 afl.
- 2005 – 2006 The West Wing – als Bram Howard – 16 afl.
- 2006 Beautiful People – als Ben Lewis – 8 afl.

### Computerspellen
- 2021 Mass Effect: Legendary Edition - als luitenant Steve Cortez
- 2012 Mass Effect 3 – als luitenant Steve Cortez
- 2011 L.A. Noire – als Henry Arnett
- 2011 SOCOM 4: U.S. Navy SEALs – als Ops Com

- Bibliothèque nationale de France: cb16250974d (data)
- International Standard Name Identifier: 0000 0001 0826 4666
- Library of Congress Control Number: no2011065415
- Virtual International Authority File: 160733925